# Franz Wolf
Franz Wolf (Krummau, 9 aprile 1907 – Palling, 9 ottobre 1999) è stato un militare austro-ungarico, capo del campo di sterminio di Sobibór e attivo nel programma di sterminio delle persone con handicap denominato Aktion T4 all'Aktion Reinhardt, nome in codice dato al progetto di sterminio degli ebrei in Polonia.

## Biografia
Franz Wolf nacque il 9 aprile 1907 nel comune di Krummau, allora sotto il territorio dell'Alta Austria, Austria-Ungheria. Prima dell'occupazione tedesca della Cecoslovacchia, entrò nelle linee dell'esercito cecoslovacco intorno alla fine degli anni 1920 e nel 1938, per poi entrare nel 1940 nella Wehrmacht dopo la conquista dei sudeti. Durante il servizio come soldato alla Germania nazista, partecipò all'occupazione della Polonia, per poi essere schierato sul fronte occidentale fino all'autunno del 1940, quando venne chiamato dalla cancelleria del Reich per essere assegnato prima al centro di eutanasia Hadamar, poi alla clinica psichiatrica di Heidelberg, dove venivano uccisi dei pazienti ritenuti fuori dalla portata della terapia con il programma Aktion T4. Lavorando come fotografo nello studio del padre prima di diventare un militare, in questo periodo, in nome della scienza, fotografò vari malati di mente prima che venissero uccisi dal gas Zyklon B.
Insieme a suo fratello Josef Wolf (1900-1943), nel 1943 venne inviato a lavorare al progetto Reinhard nel campo di sterminio di Sobibór, nel territorio del Governatorato Generale, restandovi fino alla rivolta dei prigionieri, dove trovò la morte il fratello. In totale, furono assassinati circa 200.000 prigionieri. Durante il suo servizio, a Wolf piaceva guardare le donne nude che si tagliavano i capelli dal Sonderkommando e comandò la brigata forestale Waldkommando, che si occupava del taglio degli alberi per alimentare le pire di cremazione dei cadaveri dei prigionieri. Concluso il progetto nel novembre del 1943, venne trasferito al campo di concentramento di Trieste, entrando in uno speciale reparto, chiamato Einsatz R, che si occupava dello sterminio degli ebrei.
Con la conclusione della seconda guerra mondiale e la sconfitta della Germania nazista, Wolf fuggì in Austria, dove verrà poi catturato dall'esercito statunitense e rinchiuso per un periodo in un campo di internamento vicino Weiden. Una volta liberato, lavorò come fotografo per gli statunitensi fino al maggio 1946, per poi condurre una vita normale nella Germania Ovest per i successivi vent'anni, insieme a migliaia di criminali di guerra nazisti protetti da Konrad Adenauer. Nel 1964 venne arrestato a Eppelheim e condannato al processo di Sobibor, il 20 dicembre 1966, a otto anni di carcere dal tribunale di Hagen, per aver ricoperto il ruolo di sorvegliante di un commando di lavoro forzato che smistava i beni delle vittime già "processate". Accusato di aver ucciso personalmente un ebreo e di essere stato testimone di altri 115 mila uccisioni, durante il processo venne riconosciuto colpevole di aver assistito all'omicidio di "almeno 39 mila ebrei", un numero scelto arbitrariamente a fini giudiziari. Probabilmente scontò una parte della pena. Morì il 9 ottobre 1999 a Palling.